# Wahlkreisverband XVI Württemberg-Baden
Württemberg-Baden war ein Wahlkreisverband für die Reichstagswahlen der Weimarer Republik, der die Wahlkreise 31 (Baden) und 32 (Württemberg) umfasste. Er wurde wie alle Wahlkreisverbände für die Reichstagswahl 1920 geschaffen und trug bei dieser Wahl die Bezeichnung Wahlkreisverband XVII Württemberg-Baden. Durch die Zusammenlegung der beiden schlesischen Wahlkreisverbände reduzierte sich deren Zahl um eins, so dass für die Wahlen Mai 1924, Dezember 1924, 1928, Juli 1932, November 1932 und März 1933 die Bezeichnung Wahlkreisverband XVI Württemberg-Baden lautete.
Da der Wahlkreis Württemberg auch den preußischen Regierungsbezirk Sigmaringen umfasste, entsprach der Wahlkreisverband Württemberg-Baden damit in etwa dem heutigen Bundesland Baden-Württemberg. Mit dem von 1945 bis 1952 bestehenden Gebiet Württemberg-Baden besteht hingegen nur Namensgleichheit, da dieses nur den nördlichen Teil des heutigen Bundeslandes umfasste.